# 449 aC
El 449 aC va ser un any del calendari romà prejulià. Era també conegut com el 305 ab urbe condita, o de la fundació de Roma.

## Esdeveniments
- Pèricles mana refortificar Atenes.[1]
- Promulgació de les Lleis de les dotze taules. Va ser el primer i únic codi legal fins al temps de Justinià I. Eren també conegudes com a Leges Decemvirales, Lex Decemviralis, Leges XII, Leges XII tabularum o Duodecim o simplement «les lleis» o «la llei».[2]
- Van ser elegits cònsols Marc Horaci Barbat i Luci Valeri Potit. Els annals de la gens Valèria diuen que Luci Valeri Potit va ser el primer patrici romà que va mostrar oposició als decemvirs i va ser un dels caps polítics que van aconseguir l'abolició del segon decemvirat, presentant-se junt amb Marc Horaci Barbat com a cap del poble contra Api Claudi, després de la mort de Virgínia pel seu pare i quan els plebeus s'havien fet forts al Sacer Mons.[3]
- Els dos cònsols van fer aprovar les lleis Valeriae et Horatiae. Una era la Lex Valeria de provocatione, que establia que no podia existir cap magistrat a qui el poble no pogués apel·lar les seves decisions. I l'altra, la Duilia de magistratibus, presentada pel tribú de la plebs Marc Duili, que condemnava a flagel·lació i pena de mort a aquell que deixés a la plebs sense els seus tribuns i al que establís un magistrat que fos inapel·lable per l'assemblea popular, diu Titus Livi.[4]
- En les guerres exteriors Potit va derrotar els eques i als volscs, i Horaci als sabins. Els dos exèrcits consulars van tornar a Roma coberts de glòria, però el senat no els va concedir els honors del triomf perquè els considerava traïdors a causa de les lleis promulgades.[5]
- Es va signar la Pau de Càl·lies, un tractat firmat entre la Lliga de Delos (encapçalada per Atenes) i l'Imperi Persa que va posar fi a les guerres mèdiques. La pau va ser negociada per Càl·lies II, un polític atenenc.[6]